# Nesa von Aarberg
Nesa von Aarberg, genannt Matzerin, lebte im 14. und 15. Jahrhundert († 1438 in Basel). Sie war eine Basler Franziskanerin und Stifterin.

## Leben
Nesa von Aarberg entstammte der Neuenburg-Nidauer Ministerialenfamilie von Aarberg und wurde erstmals 1398 erwähnt, als sie zusammen mit ihrem Bruder Rudolf von Aarberg, Edelknecht, und ihren Schwestern Clara und Eisin am 18. Januar 1398 gegenüber bruoder Hans von Birsegker walde auf alle Rechte an dem Unteren mittleren Schloss in Gundeldingen, ... so bruoder Conrat Matzerer selig gelassen und gebuwen usser dem almuosen, vermutlich auf ihre Erbansprüche, verzichteten.
Von 1400 bis 1411 gab es einen andauernden Beginenstreit in Basel, der 1405 in einem Inquisitionsprozess gipfelte, in dem einzelne Beginen und Begarden auch der Ketzerei angeklagt wurden. Sie wird in diesem Inquisitionsprotokoll als Regelmeisterin, die als Aufseherin über die Einhaltung der Regeln des Klosters wachte, des franziskanischen Dritten Ordens in Basel genannt. Der Dominikanerbruder Johannes Mulberg erreichte in diesem Prozess, dass die Baseler Beginen- und Begarden-Häuser 1405 geschlossen wurden.
Sie stiftete 1424 dem Kloster St. Clara und 1427 den Barfüssern in Basel ihre Mieteinnahmen.
Ihr Neffe Rudolf Hofmeister, Schultheiss von Bern, stiftete 1438 für sie eine Jahrzeit.